# Selección de fútbol sala de Nueva Zelanda
La selección de fútbol sala de Nueva Zelanda es el representativo del país en las competiciones oficiales. Está regida por la Asociación de Fútbol de Nueva Zelanda, perteneciente a la OFC y la FIFA.
Participó en seis de los ocho campeonatos continentales de fútbol sala de Oceanía. El mejor resultado que logró conseguir fue el subcampeonato en las ediciones de 2004 y 2016. Al nunca haber podido conquistar el título oceánico, no participó en ninguna edición del Campeonato Mundial. Hasta que en bajo el nuevo nombre del torneo Copa de Naciones de Futsal de la OFC, en la Copa de Naciones de Futsal de la OFC 2022 se coronó por primera vez campeona del certamen, siendo su primer título en este torneo, luego de haber sido subcampeón de la Copa de Naciones de Futsal de la OFC 2019, enfrentando en las dos finales a Islas Salomón ganando una y perdiendo otra.
El apodo del seleccionado, Futsal Whites, hace referencia a la selección de fútbol, conocida comúnmente como All Whites.

## Estadísticas

### Copa Mundial de Futsal FIFA
| Copa Mundial de fútbol sala de la FIFA | Copa Mundial de fútbol sala de la FIFA | Copa Mundial de fútbol sala de la FIFA | Copa Mundial de fútbol sala de la FIFA | Copa Mundial de fútbol sala de la FIFA | Copa Mundial de fútbol sala de la FIFA | Copa Mundial de fútbol sala de la FIFA | Copa Mundial de fútbol sala de la FIFA |
| Año                                    | Ronda                                  | J                                      | G                                      | E                                      | P                                      | GF                                     | GC                                     |
| -------------------------------------- | -------------------------------------- | -------------------------------------- | -------------------------------------- | -------------------------------------- | -------------------------------------- | -------------------------------------- | -------------------------------------- |
| 1989                                   | No participó                           | No participó                           | No participó                           | No participó                           | No participó                           | No participó                           | No participó                           |
| 1992                                   | No clasificó                           | No clasificó                           | No clasificó                           | No clasificó                           | No clasificó                           | No clasificó                           | No clasificó                           |
| 1996                                   | No participó                           | No participó                           | No participó                           | No participó                           | No participó                           | No participó                           | No participó                           |
| 2000                                   | No clasificó                           | No clasificó                           | No clasificó                           | No clasificó                           | No clasificó                           | No clasificó                           | No clasificó                           |
| 2004                                   | No clasificó                           | No clasificó                           | No clasificó                           | No clasificó                           | No clasificó                           | No clasificó                           | No clasificó                           |
| 2008                                   | No clasificó                           | No clasificó                           | No clasificó                           | No clasificó                           | No clasificó                           | No clasificó                           | No clasificó                           |
| 2012                                   | No clasificó                           | No clasificó                           | No clasificó                           | No clasificó                           | No clasificó                           | No clasificó                           | No clasificó                           |
| 2016                                   | No clasificó                           | No clasificó                           | No clasificó                           | No clasificó                           | No clasificó                           | No clasificó                           | No clasificó                           |
| 2021                                   | No clasificó                           | No clasificó                           | No clasificó                           | No clasificó                           | No clasificó                           | No clasificó                           | No clasificó                           |
| 2024                                   | Fase de grupos                         | 3                                      | 0                                      | 0                                      | 3                                      | 2                                      | 20                                     |
| Total                                  | 1/10                                   | 3                                      | 0                                      | 0                                      | 3                                      | 2                                      | 20                                     |

### Copa de Naciones de Futsal de la OFC
| Copa de Naciones de Futsal de la OFC | Copa de Naciones de Futsal de la OFC | Copa de Naciones de Futsal de la OFC | Copa de Naciones de Futsal de la OFC | Copa de Naciones de Futsal de la OFC | Copa de Naciones de Futsal de la OFC | Copa de Naciones de Futsal de la OFC | Copa de Naciones de Futsal de la OFC |
| Año                                  | Ronda                                | J                                    | G                                    | E                                    | P                                    | GF                                   | GC                                   |
| ------------------------------------ | ------------------------------------ | ------------------------------------ | ------------------------------------ | ------------------------------------ | ------------------------------------ | ------------------------------------ | ------------------------------------ |
| 1992                                 | Tercer lugar                         | 4                                    | 0                                    | 0                                    | 4                                    | 10                                   | 27                                   |
| 1996                                 | No participó                         | No participó                         | No participó                         | No participó                         | No participó                         | No participó                         | No participó                         |
| 1999                                 | Quinto lugar                         | 6                                    | 2                                    | 0                                    | 4                                    | 12                                   | 34                                   |
| 2004                                 | Subcampeón                           | 5                                    | 4                                    | 0                                    | 1                                    | 22                                   | 14                                   |
| 2008                                 | Cuarto lugar                         | 6                                    | 3                                    | 0                                    | 3                                    | 22                                   | 16                                   |
| 2009                                 | No participó                         | No participó                         | No participó                         | No participó                         | No participó                         | No participó                         | No participó                         |
| 2010                                 | Tercer lugar                         | 6                                    | 4                                    | 0                                    | 2                                    | 26                                   | 21                                   |
| 2011                                 | Tercer lugar                         | 5                                    | 2                                    | 3                                    | 0                                    | 31                                   | 13                                   |
| 2013                                 | Tercer lugar                         | 5                                    | 3                                    | 0                                    | 2                                    | 16                                   | 15                                   |
| 2014                                 | Tercer lugar                         | 4                                    | 2                                    | 0                                    | 2                                    | 10                                   | 6                                    |
| 2016                                 | Subcampeón                           | 5                                    | 4                                    | 0                                    | 1                                    | 16                                   | 8                                    |
| 2019                                 | Subcampeón                           | 5                                    | 4                                    | 1                                    | 0                                    | 32                                   | 10                                   |
| 2022                                 | Campeón                              | 5                                    | 4                                    | 1                                    | 0                                    | 33                                   | 7                                    |
| 2023                                 | Campeón                              | 5                                    | 5                                    | 0                                    | 0                                    | 36                                   | 7                                    |
| Total                                | 12/14                                | 56                                   | 34                                   | 5                                    | 17                                   | 235                                  | 167                                  |

## Jugadores
Uno de los jugadores más reconocidos que representó a los Futsal Whites es Leo Bertos, quien supo disputar la Copa Mundial de Fútbol 2010 con los All Whites.